# Репрессии в России (с 2022)
С началом полномасштабного вторжения России на территорию Украины власти России осуществляют репрессии в отношении граждан, выступающих против продолжающихся боевых действий.
Журналисты и гражданские активисты считают, что репрессии служат для давления на гражданское общество, «подавления инакомыслия и тотальной зачистки». Фактически с началом военных действий в стране было введено военное положение с частичным ограничением базовых конституционных прав: свободы собраний, слова, передвижения и частной собственности.
После российского вторжения на Украину 24 февраля 2022 года началась широкая общественная антивоенная кампания в разных формах. Граждане организовывали петиции, митинги и одиночные пикеты, высказывались в соцсетях и средствах массовой информации. Все формы протеста активно подавлялись силовыми службами: митинги разгонялись, журналистов и активистов выдавливали из страны, открыто неодобряющим действия властей грозили увольнениями. По мнению правозащитников, подготовка к данным действиям началась ещё в 2020 году с дополнением закона о СМИ положениями, позволяющими признавать «иностранными агентами» физических лиц. Однако большинство уголовных и административных дел на противников войны было заведено по так называемым законам «о фейках» и «дискредитации». Правозащитники и журналисты охарактеризовали их как «законы о военной цензуре».
По данным Совета по правам человека ООН, российские власти преследуют противников войны на Украине, применяя репрессии, давление на журналистов и цензуру.

## Уголовные преследования
Первое уголовное дело за антивоенный протест было заведено уже 24 февраля 2022 года в отношении Анастасии Левашовой – она получила 2 года колонии и вышла на свободу 5 августа 2023 года. Всего с февраля 2022 года по ноябрь 2023 года как минимум 80 человек стали фигурантами уголовных дел в связи с антивоенными публичными акциями. Также 220 человек обвинялись в распространении ложной информации о Вооруженных силах РФ, 125 — в их дискредитации, в основном за посты в соцсетях. В частности электрика из Краснодара Александра Сомрякова приговорили к 6 годам лишения свободы из-за постов о событиях в Буче, Александра Бахтина из Мытищ приговорили к 6 годам из-за трех постов: о том, что российская армия уничтожает мирное население в Украине, о гибели зоозащитников и волонтеров в Украине и о преступлениях российских военных в Буче.  Самиэля Веделя (Сергея Клокова) приговорили к 7 годам колонии из-за «фейков» в прослушивавшемся телефонном разговоре. Семейная пара Александра Мартынова и Людмилы Разумовой получили 6,5 и 7 лет лишения свободы соответственно за надписи «Мир Украине», «Украина, прости нас» и «граффити в виде слияния двух человек В. В. Путина и А. Гитлера». 
На октябрь 2023 года средний срок приговора для фигуранта антивоенного дела — 71 месяц лишения свободы (почти 6 лет). Всего за это время вынесено 305 приговоров — из них 136 с реальным сроком лишения свободы. В это число входит и 6 прекращенных дел из заведенных 726. Самый большой срок, назначенный за посты и комментарии в интернете, — 8,5 лет. Такое наказание назначили Дмитрию Иванову  — автору «Протестного МГУ» и Александру Ноздринову — блогеру под псевдонимом «Саня НОВОКУБАНСК».
По данным «ОВД-Инфо», с 24 февраля 2022 года по 23 декабря 2023 года уголовные дела были возбуждены в отношении 801 противника войны. Из них 297 человек преследовались по статье 207.3 УК РФ («распространение заведомо ложной информации о действиях Вооружённых сил РФ»), 140 — по статье 280.3 УК РФ («дискредитация использования ВС РФ»), 122 — по статье 205.2 УК РФ («оправдание, пропаганда или призывы к терроризму»), остальные преследовались по другим статьям.
Как заявил в январе 2024 года глава СКР Александр Бастрыкин, с 2022 года было возбуждено 273 дела по статье 207.3 УК РФ (в суд было направлено 134 уголовных дела по этой статье, фигурантами которых являются 136 человек) и 81 — по статье 280.3 УК РФ (в суд было направлено 44 дела по этой статье, их фигурантами стали 45 человек).

## Административные преследования
По данным «ОВД-Инфо», количество дел по статье 20.3.3 КоАП «дискредитация использования ВС РФ»), поступивших в суды с марта 2022 года по 23 декабря 2023 года, составило 8526. 

## Насильственное разлучение детей и родителей
В России после начала полномасштабного вторжения на Украину начало использоваться много репрессивных инструментов из позднего СССР. Так, у выступающих против войны начали отбирать детей. Первые попытки отбора детей у протестовавших оппозиционеров делались в 2019 году. В конце 2022 года приемного сына протестовавшей против мобилизации поместили в детдом. Дочь жителя Тульской области, поддерживавшего Украину, нарисовавшую в школе антивоенный рисунок, в марте 2023 года забрали в приют. Насильственное разлучение детей и родителей-«врагов народа» — репрессивная практика СССР, вместе с другими практиками тоталитарного государства вновь появляющаяся в России 2022—2023 годов.

## Цензура
Если до начала войны на Украине российские независимые СМИ сталкивались с регулярными проверками и штрафами, то с февраля 2022 года власти начали блокировать материалы, не соответствующие официальной позиции. Запрет распространялся на статьи с информацией о жертвах среди украинского населения, о количестве убитых российских солдат, многих других темах и даже интервью президента Украины Владимира Зеленского. Роскомнадзор ограничивал любые материалы, не соответствующие, по мнению Генпрокуратуры, «закону о фейках» или официальной позиции властей. По данным издания Meduza, только за первый месяц военных действий с различными блокировками столкнулись 811 информационных ресурсов. К 5 мая общественный проект Роскомсвобода сообщал, что с блокировками из-за публикаций о военном конфликте столкнулись 3 тыс. ресурсов, а к 24 августа — около 7 тысяч. К концу месяца Роскомнадзор отчитался об удалении «свыше 117 тысяч фейков о сути конфликта, действиях и потерях вооружённых сил». 8 августа генпрокурор РФ Игорь Краснов заявил об удалении или блокировке около 138 тысяч интернет-ресурсов.
Ликвидацию российских независимых СМИ активисты и журналисты считают военной цензурой. Часть издательств продолжила работу, призывая читателей использовать другие каналы связи (рассылки и социальные сети), зеркала или VPN. Однако журналисты отмечали, что «независимых СМИ в стране почти не осталось».
4 марта российский парламент принял закон, который наказывает граждан (до 15 лет заключения) за распространение «фейковой информации» о российских военных и их операциях (в то же время Роскомнадзор обязал СМИ и «иные информационные ресурсы» руководствоваться лишь «официальными российскими источниками» при подготовке материалов о вторжении на Украину). Этот закон также запрещает «провозглашать призывы против использования российских войск для защиты интересов России» или «дискредитировать такое использование». То же самое положение касается призывов к санкциям против России. Этот закон фактически криминализирует какую-либо общественную оппозицию или независимые сообщения о войне с Украиной. Преступлением может считаться использование формулировки «война против Украины» вместо «специальная военная операция» (на этом термине настаивает Кремль).

### СМИ
Уже в первый день начала военных действий Роскомнадзор потребовал, чтобы журналисты использовали информацию только из «официальных российских источников» при описании событий на Украине. По мнению госоргана, именно официальные российские источники «распространяют достоверную и актуальную информацию». Через два дня Роскомнадзор потребовал от десятка СМИ, вещающих на территории России, ограничить доступ к «недостоверной информации», так как журналисты называли военные действия «войной», «нападением» или «вторжением», а также описывали атаки на украинские города. Таким изданиям, как «Эхо Москвы», «ИноСМИ», «Медиазона», The New Times, «Дождь», «Свободная пресса», «Крым. Реалии», «Новая газета», «Журналист» и «Лениздат», власти грозили блокировкой и штрафами до 5 млн рублей. Практически одновременно Роскомнадзор пригрозил блокировкой русскоязычной версии «Википедии» из-за содержания статьи «Вторжение России на Украину (2022)». Если электронной энциклопедии был вынесен штраф, то многие другие ресурсы были полностью закрыты несмотря на попытки адаптировать свои материалы под требования властей. В начале марта был ограничен доступ к «Эху Москвы», «Дождю», «Медиазоне», The Village, «Тайге. Инфо», «Медузе», Deutsche Welle, «Радио Свобода», «Русской службе Би-би-си», Bellingcat, «Собеседнику», «Агентству», «Крым. Реалии» и другим. В отдельных случаях редакции не получали официальных уведомлений от органов о блокировках, хотя доступ к ним был ограничен большинством провайдеров.
Для обоснования ограничений государственные органы использовали разные предлоги:
- «за призывы к массовым беспорядкам, экстремизму, участию в незаконных массовых акциях» («Эхо Москвы» и «Дождь»[30], ТВ2[31]);
- «за недостоверную общественно значимую информацию о российских военных, якобы убитых и взятых в плен на территории Украины» («Настоящее время»[32]);
- «за заведомо ложную общественно значимую информацию, которая создаёт угрозу причинения вреда жизни и (или) здоровью граждан, угрозу массового нарушения общественного порядка и (или) общественной безопасности» («Медиазона»[13]);
- за использование слова «война» для описания российского нападения на Украину («Тайга. Инфо»[33]);
- за информацию о погибших в первый день войны (The New Times[28]).

Журналисты называли меры необоснованными и планировали оспаривать их в суде. Главный редактор «Эха Москвы» Алексей Венедиктов подчёркивал, что претензии чиновников «не подкреплены никакими примерами, никакими доказательствами, являются голословными и оскорбительными для журналистов и граждан России». Представители «Новой газеты» и телеканала «Дождь» обратились в Европейский суд по правам человека с ходатайством о запрете российскому правительству вмешиваться в законную активность СМИ при освещении вооружённого конфликта на Украине. ЕСПЧ принял дело к рассмотрению 10 марта и указал российским властям воздерживаться от блокирования информационных материалов и материалов, содержащих мнения, отличные от официальной точки зрения, а также от блокировки сайта «Новой газеты». Почти через две недели ресурс был исключён из списка запрещённых, но большая часть журналистов издания, вынужденная уехать из страны, объявила о начале нового проекта: «Новая газета. Европа». Также от ограничений был освобождён сайт журнала «Сноб», редакция которого официально отказалась от освещения российско-украинского конфликта и удалила связанные материалы.
Под угрозами властей ряд российских источников информации добровольно прекратил работу - российские проекты «Дождь», Znak.com, The Bell, Colta.ru, Republic. В знак протеста после завершения последней трансляции телеканал «Дождь» запустил запись балета «Лебединое озеро», который демонстрировали по советскому телевидению во время августовского путча 1991 года. Российские отделения CNN, ABC, CBC/Radio-Canada, Bloomberg, CBS и «Би-би-си» также приостановили деятельность в стране из-за потенциальных угроз своим журналистам. Главный редактор Bloomberg Джон Миклетвэйт заявил, что «изменение Уголовного кодекса, которое, кажется, предназначено для того, чтобы превратить любого независимого репортёра в преступника, делает невозможным продолжение любой видимости нормальной журналистики внутри страны». В отдельных случаях вместо заблокированных ресурсов начинали вещать пророссийские телеканалы. Например, 7 апреля на прежних частотах канала Euronews был запущен «Соловьёв. Live». Под блокировки попали и популярные украинские ресурсы: «Гордон», УНИАН, «Украинская правда», «Корреспондент.net». Доступ к украинской версии «Интерфакса» был заблокирован после новости про запуск горячей линии для родственников российских военных.
Ограничениям по требованию прокуратуры подверглись не только СМИ, но и сайты таких правозащитных организаций, как, например, «Голос», «За права человека» и Amnesty International. Власти ограничивали не только онлайн-издания, но и традиционную прессу и типографии. Так, в Свердловской области полиция изъяла тираж четырёх газет медиагруппы «ВК-Медиа», опубликовавших на первых полосах призывы остановить вторжение на Украину. В начале марта полицейские арестовали работников московской студии, где печатали антивоенные плакаты.
Правозащитный медиапроект «ОВД-Инфо» сообщал о случаях грубого задержания журналистов оппозиционно настроенных СМИ. Работу открыто поддержавших антивоенные петиции журналистов ограничивали, например, корреспондент «Коммерсанта» Елена Черненко была исключена из пула МИД. По данным новостного сайта «Агентство», к 7 марта на фоне введённого уголовного наказания за фейки о войне и массовых блокировок СМИ более 150 журналистов покинули Россию.

### Социальные сети
Помимо СМИ, с ограничениями столкнулись социальные сети.
Так, ещё 25 февраля Роскомнадзор сначала ограничил трафик к Facebook'у, поскольку Генпрокуратура признала соцсеть «причастной к нарушению основополагающих прав и свобод человека, а также прав и свобод граждан России». Ранее соцсеть маркировала материалы телеканала «Звезда» и изданий «Lenta.ru», «Газета.ru» и «РИА Новости» как недостоверные. С 4 марта Facebook был полностью заблокирован в России из-за «дискриминационных действий» по отношению к аккаунтам российских СМИ. 11 марта Meta разрешила не удалять в некоторых странах угрозы и призывы к насилию в отношении российских военных, высказанные в Facebook'е и Instagram'е, а также пожелания смерти Владимиру Путину и Александру Лукашенко. В тот же день Генпрокуратура потребовала признать компанию Meta «экстремистской организацией», а Следственный комитет «в связи с незаконными призывами к убийствам и насилию в отношении граждан Российской Федерации» возбудил уголовное дело против сотрудников Meta о публичных призывах к осуществлению экстремистской деятельности и о содействии террористической деятельности (280 УК РФ и 205.1 УК РФ). 21 марта решением Тверского районного суда Москвы Meta была объявлена «экстремистской организации». В результате был также заблокирован принадлежащий Meta Instagram, в котором насчитывалось около 80 млн аккаунтов из России. Одновременно Генпрокуратура завила, что «использование социальных сетей» не для «экстремистских целей» участием в «экстремистской деятельности» считаться не будет.
Роскомнадзор с 10 марта 2021 года замедлял в России работу социальной сети Twitter. Официальная позиция ведомства состояла в том, что соцсеть с 2017 года не реагирует на просьбы регулятора по удалению «противоправного контента». С 1 марта 2022 года ведомство вновь начало замедлять соцсеть из-за распространения «недостоверной общественно значимой информации», а 4 марта 2022 года по требованию Генпрокуратуры Twitter, одновременно с Facebook'ом, был заблокирован окончательно.
В начале марта YouTube начал блокировать по всему миру каналы российских СМИ, финансируемых государством. Сервис также приостановил все способы монетизации контента в России. Роскомнадзор заявлял, что сервис «занимает ведущую роль в информационной войне, развязанной странами Запада против России». Также с начала военных действий российские суды неоднократно штрафовали Google за отказ удалять с YouTube «фейки» о войне на Украине. 18 июля 2022 года мировой судья Таганского района Москвы назначил компании Google за неудаление с видеохостинга материалов, содержащих «недостоверную информацию о ходе специальной военной операции на Украине, дискредитирующих Вооруженные силы РФ, пропагандирующих экстремистские взгляды и идеологию террористических организаций, а также инструкций по изготовлению взрывчатых веществ» оборотный штраф в размере 21 миллиарда 770 миллионов 392 тысяч 317 рублей. Власти неоднократно угрожали полностью заблокировать Youtube в России. По данным «Проект. Медиа», блокировка была отложена, так как закрытые социологические опросы, проводившиеся для российского руководства, показали высокую популярность и важность хостинга для рядовых россиян.
28 февраля Роскомнадзор потребовал от TikTok'а исключить из рекомендаций для несовершеннолетних контент по теме вторжения на Украину, а также связанный с ней «политический контент». 1 марта TikTok сообщил, что ограничит доступ к российским государственным СМИ RT и Sputnik на территории государств — членов ЕС в связи с требованием властей Евросоюза. Роскомнадзор обвинил TikTok в открытой цензуре и потребовал снять все введённые ограничения. 6 марта компания объявила, что из-за «закона о фейках» временно останавливает в России возможность вести стримы и загружать новый контент. Вскоре TikTok без анонса отключил доступ российским пользователям ко всему зарубежному контенту — в России перестало отображаться 95 % контента. Модифицированный поиск при вводе слов, связанных с войной, формировал только подборку тик-токов в поддержку вторжения, которые сервис позволяет грузить с минимальными сложностями. Газета Washington Post отмечала, что TikTok превратился «из серьёзной угрозы для путинского режима в ещё один канал государственной пропаганды».
Российская социальная сеть «Вконтакте» не подвергалась ограничениям и активно сотрудничает с российскими ведомствами. Так, в марте соцсеть заблокировала доступ с территории России к страницам оппозиционеров Алексея Навального и Ильи Яшина, и паблику «Команда Навального», так как там публиковалась «заведомо ложная общественно значимая информация», в частности, записи «о якобы нападении России на территорию Украины». В апреле были заблокированы страницы главы псковского отделения «Яблока» Льва Шлосберга и его жены из-за распространения «недостоверной информации». В июне стало известно о блокировке страниц депутата заксобрания Санкт-Петербурга Бориса Вишневского («Яблоко») и экс-депутата Максима Резника по требованию Генпрокуратуры. Также блокировкам подвергались страницы региональных активистов, паблики изданий и т. д. Такие же блокировки происходили в соцсети «Одноклассники», также входящей в холдинг VK.

## Пропаганда
С начала войны на Украине российские власти пытаются идеологически обосновать вторжение. Пропаганда ведётся на телевидении и в средствах массовой информации, а также в школах и вузах. Основной упор делается на пропагандистские лекции и уроки в учебных заведениях. На них детям и подросткам рассказывают, как бороться с «фейками», объясняют «правильную» историю Украины и навязывают официальную позицию властей. Например, в методичках для 7—11 классов подчёркивается, что имеет место не война, а «специальная военная операция». Она якобы является «вынужденной мерой», предпринятой для «спасения людей» и «сдерживания националистов, которые притесняют русскоговорящее население Украины». «Медиазона» сообщала о подобных уроках как минимум в школах Москвы, Калужской, Сахалинской и Тульской областей. В университетах подобные лекции проводят под предлогом «патриотического воспитания». В некоторых вузах студентов заставляют участвовать в пропагандистских мероприятиях и митингах в поддержку войны.
3 марта Министерство просвещения провело всероссийский открытый урок «Защитники мира», посвящённый «освободительной миссии на Украине» и предыстории конфликта. Власти призывают не верить сообщениям украинских властей о количестве погибших российских солдат. Одобренные чиновниками презентации рассказывают о «братстве славянских народов», которые должны «оставаться едины». В качестве примеров презентации используют произведения современных белорусских и украинских писателей, созданные на русском языке. В дополнение к уроку «Защитники мира» российским школам «рекомендовали» провести в начале марта специальные классы по истории и обществознания с идентичным содержанием. Они должны сформировать у старшеклассников «адекватную позицию по поводу специальной миротворческой операции». Учителей обязывают рассказывать, что «западные страны используют любые средства против России», например, «санкции, поддержку украинского режима оружием и кредитами, распространение фейков». Педагоги должны убедить школьников в «уничтожении института традиционной семьи на Западе» и в пользе импортозамещения, рассказав о росте доли российских продуктов в разных отраслях за последние годы. Отказ учителя включать школьникам выступление Путина мог грозить увольнением.

### Символы вторжения
Одними из символов поддержки войны на Украине стали латинские буквы Z, V и O. Их используют на одежде, рисуют на зданиях, добавляют в названия населённых пунктов и на официальные сайты. Тем не менее не все акции с использованием символов российско-украинской войны добровольны. Так, СМИ сообщали, что высокопоставленных чиновников обязали использовать букву Z в официальных материалах. Предположительно, инструкции бюджетникам исходят от администрации президента, которая решила повысить престиж российской армии. О письмах с инструкциями сообщали и бюджетники, сотрудничающие с московской автономной некоммерческой организацией «Диалог регионы», которая занимается продвижением повестки властей. В Санкт-Петербурге районные администрации призывали служащих носить георгиевские ленточки и «поддержать букву Z». Журналиста канала «Москва 24» уволили за то, что он попросил москвичей не клеить букву «Z» на стёкла автомобилей, потому что это «снижает обзор» и повышает «вероятность попадания тяжёлых предметов». В общежитии РАНХиГС студентов принуждали включать свет в вечернее время, чтобы сделать снимок светящейся буквы Z на фасаде. На провоенные флешмобы учеников собирают угрозами или обещанием дополнительных баллов.
Российские суды активно штрафуют за неуважение к новым символам. Октябрьский районный суд Екатеринбурга оштрафовал бывшего мэра города Евгения Ройзмана на 50 тыс. рублей за то, что тот опубликовал в социальной сети трактовку символа Z, отличную от трактовки Минобороны РФ, при этом ингушская журналистка Изабелла Евлоева стала фигурантом уголовного дела, так как назвала знак Z «синонимом агрессии, смертей, боли и бессовестных манипуляций». Жителя Краснодара оштрафовали на 30 тысяч рублей за плевок в баннер со словами «Z#СвоихНеБросаем», суд Сургута оштрафовал на 40 тыс. рублей пользователя «ВКонтакте» за нецензурное мнение о символе Z, в Чебоксарах назначили 30 тыс. штрафа за удар ногой по световой инсталляции в виде буквы «Z».
Кроме пропагандистских целей, литеры используют для запугивания оппозиционных активистов и журналистов. Так, бывший главный редактор радиостанции «Эхо Москвы» Алексей Венедиктов в середине марта обнаружил граффити Z на двери квартиры, а также отрезанную свиную голову. О подобном вандализме сообщали активистки Ольга Мисик, Кристина Воротникова и Дарья Хейкинен, театральный критик Марина Давыдова, журналистка Sota и сторонница движения «Социалистическая альтернатива» Анна Лойко.

## Ущемление прав и свобод
Одной из доступных форм протеста против войны на Украине стали петиции и открытые письма. Например, петицию с требованием прекратить российское вторжение, организованную правозащитником Львом Пономарёвым на сайте Change.org, подписало более одного миллиона человек за четыре дня. Подобные обращения были собраны от лица российских учёных и научных журналистов, медиков, архитекторов и градостроителей, учителей и представителей ряда других профессий. Однако открыто выступившие против войны люди столкнулись с увольнениями, отчислениями из вузов, угрозами и другими видами преследования за выражение своей гражданской позиции.
Распространение видеороликов о ходе нападения, о взятых в плен российских военных или комментарии об убитых мирных жителях в Буче становились предлогом для возбуждения уголовных дел. Задержанным вменяют статью 207.3 УК РФ — публичное распространение заведомо ложной информации об использовании Вооружённых сил Российской Федерации. При этом подробности уголовных дел не всегда известны, но правозащитники уверены, что их используют как инструмент борьбы со свободой собраний, свободой слова, оппозиционной и активистской деятельностью. Власти подавляют критику внутри страны, а осуждение от эмигрировавших граждан расценивают как предательство. Например, зампредседателя Совбеза Дмитрий Медведев в интервью «РИА Новости» заявил, что «нельзя в такой сложной ситуации проводить антигосударственную линию, потому что это предательство». Спикер Госдумы Вячеслав Володин агитировал за лишение гражданства и права на въезд всех, кто «ведут себя подло, предательски» и «получают печеньки Госдепа». Директор Human Rights Watch по Европе и Центральной Азии Хью Уильямсон заявил, что своими действиями «Кремль закрывает все возможности для инакомыслия, чтобы гарантировать, что антивоенные протестующие не вернутся на улицы».

### Давление на сотрудников бюджетной сферы

Протест Марины Овсянниковой на Первом канале

The Moscow Times сообщала, что некоторым российским работникам бюджетной и частной сферы, подписавшим петиции против войны, работодатели советовали отозвать свои подписи, а за отказ предостерегали увольнением; некоторые компании предостерегают сотрудников от «размещения сообщений на политические темы в Facebook».
С негативными последствиями сталкивались люди самых разных профессий, которые неодобрительно высказались о действиях российских военных. Спикер Госдумы Вячеслав Володин даже выступил за увольнение бюджетных работников, которые не согласны с войной на Украине: «те, кто находится на обеспечении у государства, а значит — у народа и предал его, должны уйти с руководящих должностей в бюджетных учреждениях культуры, образования, здравоохранения, других сфер». Так, художественного руководителя Центра имени Мейерхольда уволили после публикации антивоенного текста для социальных сетей ЦИМа, из-за антивоенной позиции уволиться по собственному желанию попросили руководительницу кинотеатров «Москино Звезда» и «Москино Полёт» Екатерину Долинину. Актёры Московского театра имени Маяковского публиковали инструкции из Департамента культуры, согласно которым «любые негативные комментарии будут расценены как измена Родине». Также сообщалось об отмене выступлений артистов, публично выступающих против военных действий.
Репрессии и давление коснулись не только бюджетных работников. Например, в феврале принадлежащие «Газпром-медиа» телеканалы ТНТ и «Пятница» прекратили работу с продюсерами Арменом Оганяном и Мариной Гранкиной.
В апреле на главного редактора «Новой газеты» Дмитрия Муратова напали двое неизвестных, облив масляной краской с ацетоном. Выступившую в середине апреля с антивоенной акцией во время новостей на Первом канале редактора Марину Овсянникову задержали и обвинили в «дискредитации» вооружённых сил. Театральный критик Марина Давыдова сообщала, что её телефон прослушивали. Об угрозах в свой адрес сообщала организатор сбора подписей российских врачей с просьбой прекратить вторжение России в Украину Ксения Суворова. Комики Денис Чужой, Михаил Шац и Данила Поперечный сообщали о звонках с угрозами от ЧВК «Группа Вагнера».

### Давление на НКО и жертвователей
В начале апреля НКО и благотворительные фонды, которые открыто обратились к президенту, заявили, что их исключили из списка доступных для пожертвований в благотворительном сервисе на сайте мэра Москвы. А депутаты Госдумы высказывали предложение лишать НКО, «выступающие против интересов России», государственной поддержки.
Власти оказывали давление не только на людей, протестующих против военных действий, но и россиян, пожертвовавших деньги в фонды помощи украинцам. С начала марта Сбербанк блокировал карты россиян, совершивших такие операции, под предлогом противодействия терроризму. На этом фоне Генеральная прокуратура предупреждала об уголовной ответственности за оказание помощи иностранному государству в ущерб безопасности РФ (статья 275 УК РФ — до 20 лет лишения свободы), а ФСБ призывала сообщать о предполагаемых «украинских шпионах». Кроме того, на выступающие против войны правозащитные организации оказывалось давление, якобы не связанное с ситуацией в стране. В московских офисах «Мемориала» и комитета «Гражданское содействие» в начале марта прошли обыски. Силовики не пустили адвокатов в здание, а свои действия оправдывали расследованием дела в отношении активиста Бахрома Хамроева.

### Давление на студенчество
4 марта Российский союз ректоров открыто поддержал вторжение российских войск на Украину. Среди высказавшихся были руководители таких крупных университетов, как МГТУ имени Баумана, СПбГУ, НИУ ВШЭ, МГУ и другие. Логично, что студенты и школьники, выступающие против военных действий на Украине, столкнулись с давлением со стороны учебных учреждений. Например, только в СПбГУ в конце марта отчисление грозило 40 студентам. Об угрозах или отчислениях сообщали также студенты МГУ, МГТУ имени Баумана, МГИМО, Санкт-Петербургского педиатрического университета, Санкт-Петербургского института аэрокосмического приборостроения, РЭУ имени Плеханова, Красноярского педагогического университета, Высшей школы технологии и энергетики, РГУ имени Сергея Есенина, КубГМУ, ЮУрГУ, РАНХиГС, МГМУ имени Сеченова, РГГУ и других. В некоторых случаях отчисления проходили с грубыми нарушениями, а студенты узнавали о них спустя несколько недель.
Во многих вузах студентов, задержанных на антивоенных акциях, вызывали на профилактические беседы. Остальных — на разъяснительные беседы об ответственности за высказывание позиции, отличной от официальной. Учащихся, выражающих протест посредством специальных символов (например, зелёная лента), задерживали на входе в учебные заведения. Студентам угрожали, им предлагали доносить друг на друга, принуждали их слушать провоенные лекции. Учащихся обязывали проходить опросы настроений и докладывать о причастности к молодёжным организациям, а преподавателей — проводить «мониторинг» высказываний как студентов, так и коллег. Один из преподавателей Волгоградского государственного университета даже угрожал отправить «двоечников и прогульщиков» в «зону операции», воспользовавшись связями в местном военкомате.

## Разгоны митингов

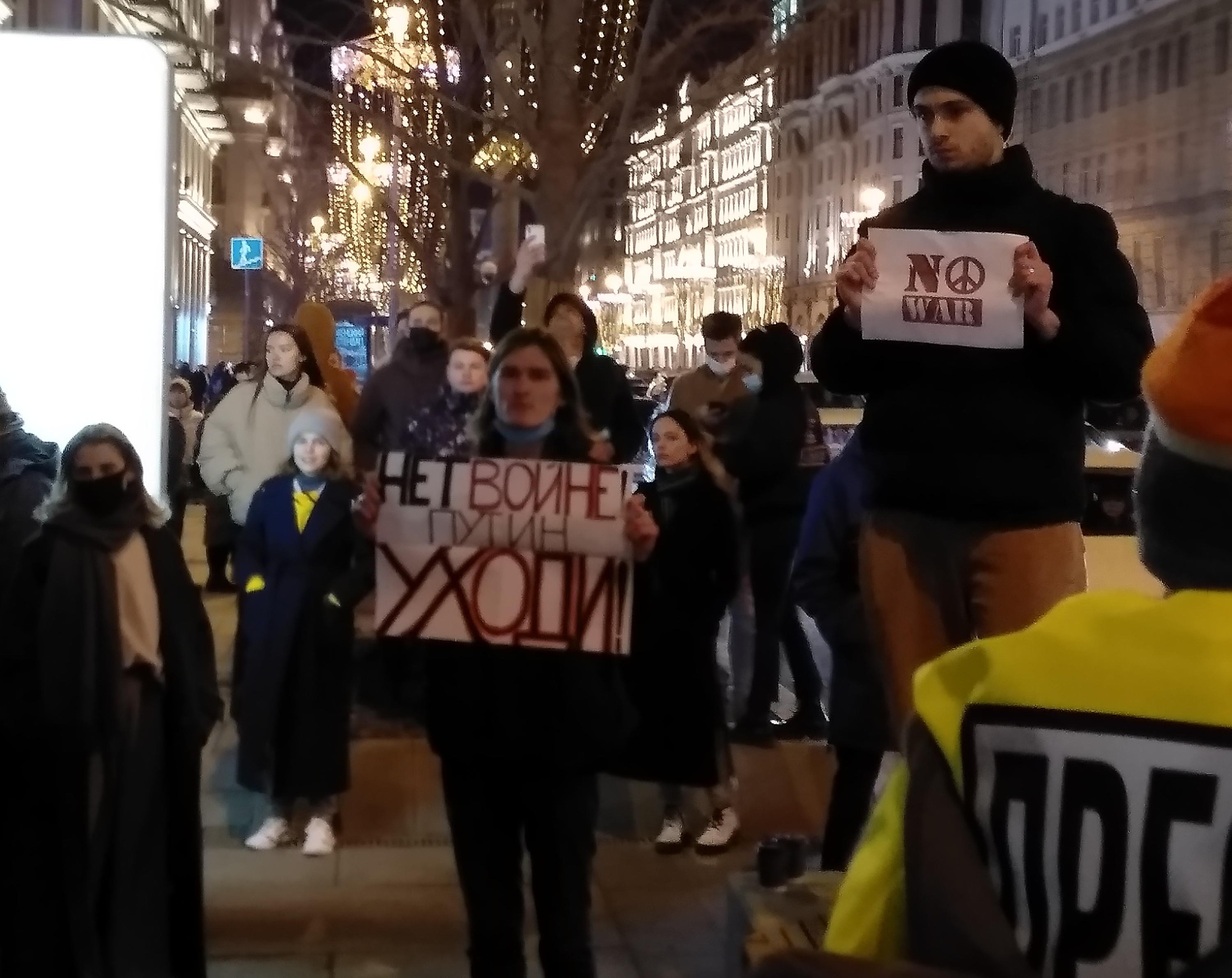
Протесты против войны с Украиной в Москве. 24 февраля 2022 года

Первые акции протеста против войны на Украине прошли уже 24 февраля, несмотря на коронавирусные ограничения и запрет несогласованных митингов в стране. МВД России открыто призывало не участвовать в подобных акциях, угрожая тем, что это может быть расценено как участие в деятельности экстремистской организации. Генпрокуратура также заявила, что «оказание помощи иностранным государствам» может быть расценено как государственная измена. Председатель Следственного комитета России А. И. Бастрыкин отмечал необходимость «организации целенаправленной работы по выявлению и пресечению протестных движений». В результате за первые три месяца с начала войны число только официально заблокированных призывов к антивоенным митингам достигало 38 тысяч. Жители некоторых регионов получили смс-рассылку с просьбой доносить на «провокаторов» в чат-ботах.
По данным ОВД-Инфо, только в первый день протестов было задержано 1237 человек как минимум в 49 городах. К середине марта это количество выросло до 15 тысяч человек, среди которых были не только митингующие, но также прохожие, адвокаты и журналисты. Например, 27 февраля в Москве арестовали продюсера подкастов «Холода» и экс-сотрудника издания «Медуза» Алексея Пономарёва и оператора телеканала «Дождь» Андрея Карасева, хотя у обоих были пресс-карты. Известны случаи, когда силовики требовали прохожих показывать содержимое телефонов и переписку. За первые две недели, по данным ОВД-Инфо, было задержано более 13 тыс. человек в 147 российских городах. К 17 августа количество известных задержаний достигло 16 437 (из которых 138 — за антивоенные посты в соцсетях, а 118 — за антивоенную символику). Некоторых людей задерживали превентивно, используя систему распознавания лиц.
Задержания проводили не только во время митингов, арестовывали также людей с антивоенной символикой или одеждой в цвет украинского флага, одиночных пикетчиков и возлагающих цветы. Например, в Москве задержали активистку Ирину Шехтер с плакатом против войны на Украине. В начале марта сообщалось об аресте двух женщин с пятью детьми 7—11 лет, которые пришли возложить цветы к посольству Украины. В Белгороде полицейские задержали жительницу города, которая стояла на площади с жёлтым тюльпаном. Уличного художника из Екатеринбурга арестовывали за стикеры с надписями «Груz 200» и «*****», женщину из Санкт-Петербурга — за перформанс, в котором она скандировала фразу «Сердце кровью обливается», облившись красной краской. Московские полицейские арестовали пикетчика с цитатой из книги Льва Толстого «Христианство и патриотизм»: «Патриотизм — отречение от человеческого достоинства, разума, совести и рабское подчинение себя тем, кто во власти». В Санкт-Петербурге задержали участницу акции «Женщины в чёрном», держащую в руках книгу Светланы Алексиевич «Цинковые мальчики», в Москве — мужчину, одетого в синюю кофту и жёлтые брюки. В Иркутске задержали даже курьера «Яндекс. Лавки» за то, что он был одет в жёлтую куртку и нёс синий рюкзак.
Против активистов, устроивших в Санкт-Петербурге перфоманс с сожжением чучела в камуфляжной форме с надписью «Заберите», было заведено уголовное дело за хулиганство по мотивам политической и идеологической ненависти. Уголовное дело было также начато против водителя автомобиля с надписями «Народ, вставай!» и «Это война!», который заехал на одно из ограждений на Пушкинской площади и поджёг салон. Также «ОВД-Инфо» сообщало о четырёх уголовных делах за вандализм, возбуждённых против людей, наносивших антивоенные призывы во Владимире, Белгороде, Феодосии и Новомосковске.
Во время арестов силовики часто не имели опознавательных знаков, они оскорбляли и избивали граждан, били их электрошокерами и душили. Например, «ОВД-Инфо» сообщало, что 26 февраля полицейские избили ногами и ударили головой о капот машины мужчину, когда тот отказался отдать паспорт им в руки. Против митингующих, вступивших в конфликт с полицейскими, заведено минимум 6 из 21 уголовного дела по итогам акций.
Арестанты сообщали об избиениях в отделениях полиции, порче личных вещей, отказах в передаче еды и других издевательствах. Так, в начале марта сотрудники изолятора в УМВД по Московскому району Санкт-Петербурга домогались задержанных женщин, требуя их раздеваться и снимать трусы. Полицейские московского района Братеево угрожали затушить об задержанных окурки, избивали дубинками, запугивали своей вседозволенностью. В ОВД московского района Академический на ночь оставили больного эпилепсией. Известно, что один из московских автозаков попал в аварию и перевернулся в начале марта, но сообщалось только о «лёгких ушибах» у задержанных. Кроме того, «ОВД-Инфо» сообщало о давлении на задержанных матерей несовершеннолетних и малолетних детей — задержания на срок, превышающий допустимый по закону. В одном из случаев ребёнка даже отправили в детский приют практически на месяц.
Организация Human Rights Watch заявляла, что российская полиция применяла «чрезмерную силу при задержании людей», что полиция иногда прикрывает удостоверения личности на собственной форме, что арестованных «принуждали снимать отпечатки пальцев и сдавать телефоны, что противоречит российскому законодательству», а также, что несколько арестованных были подвергнуты симуляции утопления. Правозащитная организация «Агора» только по итогам первых четырёх дней сообщала о минимум 50 задержанных, к которым необоснованно применили силу, по итогам акций 6 марта — о 34 задержанных. На середину апреля «ОВД-Инфо» было известно о минимум 39 вызовах скорой помощи задержанным в отделения Москвы, Санкт-Петербурга и Ростова-на-Дону; о 153 случаях недопуска правозащитников к арестованным. Как минимум одного из адвокатов обвиняли в «защите нацистов», препятствовали видеосъёмке, угрожали возбуждением дела о применении насилия и оскорбления по отношению к представителю власти. Параллельно с задержаниями проходили суды и обыски в квартирах подозреваемых. На 6 марта зафиксировано как минимум 116 случаев недопуска адвокатов и защитников в отделы полиции и как минимум 17 — в суды. При этом уголовные дела были заведены против 27 человек, ещё 712 — получили административные аресты на срок до 30 суток.
К 24 августа — за полгода войны — уголовные дела по статьям об антивоенной деятельности были заведены уже против 224 человек. Чаще всего (90 случаев) используется статья 207.3 УК РФ — о «фейках». Кроме того, заведено 3 780 административных дел по статье 20.3.3 КоАП («дискредитация армии»).

## Репрессии за рубежом (транснациональные)
Помимо репрессий внутри страны, власти России также прибегают к преследованию бывших резидентов, ставших вынужденными эмигрантами. По состоянию на 2024 год Россия сосредоточила свои репрессии на антивоенных и других политических активистах, а также на журналистах; она входит в число ключевых стран — источников транснациональных репрессий в мире по данным Freedom House. Основные репрессивные методы включают в себя убийства, манипуляции системой уведомлений Интерпола и слежку. Убийства составили четверть всех актов транснациональных репрессий, проведенных российским правительством. Также они составляют треть всех убийств в рамках транснациональных репрессий, осуществленных правительствами других стран.

## Законодательная база
Запрет распространять информацию, не совпадающую с позицией государственных источников информации, власти легализовали через законы об административной и уголовной ответственности за «фейки» и «дискредитацию» действий российской армии. Они фактически сделали незаконным любые высказывания, отличающиеся от повестки властей. Поэтому правозащитники и журналисты называли их «законами о военной цензуре». Поправки и их размытые формулировки позволяют наложить ценз на практически любую страницу, сайт или СМИ. С начала вторжения до августа 2022 года было принято 16 репрессивных законов и поправок.
Аналитики ОВД-Инфо относят к первым мерам цензуры законодательные изменения 2012 года, упростившие процедуру блокировки информационных ресурсов. Однако активно меры начали внедряться позднее: если в 2012-м в список заблокированных порталов включал только 261 ресурс, то в 2021-м — 63 554 ресурса по требованию суда и ещё 8421 — по требованию Роскомнадзора. Этому, в частности, способствовало принятие в конце 2021-го поправок, ужесточающих цензуру в стране. Статью 13.15 Административного кодекса дополнили штрафами в размере до 5 млн рублей за распространение заведомо ложной информации. Подобные материалы подлежали незамедлительной блокировке в соответствии с нововведениями в Федеральный закон № 149-ФЗ «Об информации, информационных технологиях и о защите информации».
Вскоре после начала военных действий на Украине, 4 марта 2022 года, Госдума приняла закон об уголовной ответственности за распространение «заведомо ложной информации» об использовании Вооружённых Сил РФ (№ 32-ФЗ). Он предусматривал следующие изменения к Уголовному кодексу:
- Поправки к 207.3 статье УК РФ — Публичное распространение заведомо ложной информации об использовании Вооружённых сил РФ (штраф от 300 тыс. до 5 млн рублей; ограничение свободы или принудительные работы на срок до 5 лет; при наличии отягчающих обстоятельств — лишение свободы на срок до 15 лет).
- Поправки к 280.3 статье УК РФ — Публичные действия, направленные на дискредитацию использования Вооружённых сил РФ в целях защиты интересов Российской Федерации и её граждан, поддержания международного мира и безопасности (штраф до 300 тыс. рублей; ограничение свободы или принудительные работы до 3 лет; при наличии отягчающих обстоятельств — штраф до 1 млн рублей либо лишение свободы до 5 лет).
- Поправки к 284.2 статье УК РФ — Призывы к введению мер ограничительного характера в отношении Российской Федерации, граждан РФ или российских юридических лиц (штраф до 500 тыс. рублей; ограничение свободы или принудительные работы до 3 лет либо лишение свободы до 3 лет).

Дополнительно президент страны подписал Федеральный закон № 31 об административной ответственности за публичные действия, «направленные на дискредитацию использования Вооружённых сил Российской Федерации в целях защиты интересов страны». К таким относятся публичные призывы к прекращению использования вооружённых сил или заявления, дискредитирующие военных. Предусмотренный штраф достигал до 100 тыс. рублей для физических лиц и до 1 млн рублей для юридических.
Термин «дискредитация» использовался в административном кодексе впервые, и юристы предполагали, что его будут рассматривать в широком смысле. Начавшиеся вскоре задержания подтвердили, что к «дискредитации» власти относят не только заведомо ложную информацию, но и, например, призыв к участию в митинге против войны на Украине; использование термина «война»; демонстрацию украинского флага; пацифистские комментарии в социальных сетях; одиночные пикеты за прекращение военных действий; закрашивание баннеров в поддержку ВС РФ и другое. По данным Meduza, за первые четыре дня действия новых законов по ним было составлено 60 административных дел. Через месяц с начала войны было известно о минимум 10 уголовных делах по новым законам (из них 4 — против журналистов). Также велись следственные мероприятия против журналистов и гражданских активистов по уголовным делам, формально не связанным с протестами. Дела стали заводить также против участников боевых действий, критикующих российское военное руководство за неэффективность.
Власти подчёркивали, что законы были приняты, «чтобы защитить наших солдат, офицеров, для того, чтобы защитить правду». Но фактически они заставили многие медиа прекратить работу или отказаться от освещения военного конфликта.
Ещё сильнее облегчить блокировку СМИ был призван закон, принятый в середине июня и дающий Генпрокуратуре право блокировки изданий в досудебном порядке, если они распространяют «фейки» или информацию, которая «оскорбляет человеческое достоинство и общественную нравственность». Официально законопроект рассматривали как ответную меру на блокировки российских изданий за рубежом.

## Оценки
Эксперт в сфере уголовной политики на условиях анонимности дал комментарий изданию Meduza:

...сегодняшняя практика начинает походить на брежневскую. Есть полноводный поток тех, кому вменяют квалифицированные политические составы, которых просто не может быть в нормальном государстве, и тех, кому добавляют терроризм, госизмену, диверсию, то есть преступления, которые есть в уголовных кодексах всех стран мира, но обычно требуют внятных доказательств.

В России в случае со вторыми делами какое-то действие, нередко вербальное — как в ситуации с Владимиром Кара-Мурзой, — интерпретируется в терминах общеуголовных нарушений. В этот момент всё начинает походить на сталинскую модель. Там тоже были квалифицированные политические составы, которые не требовали фактического доказательства. Это пока, конечно, не Большой террор, но если мы говорим о моделях, то это скорее сталинская логика.

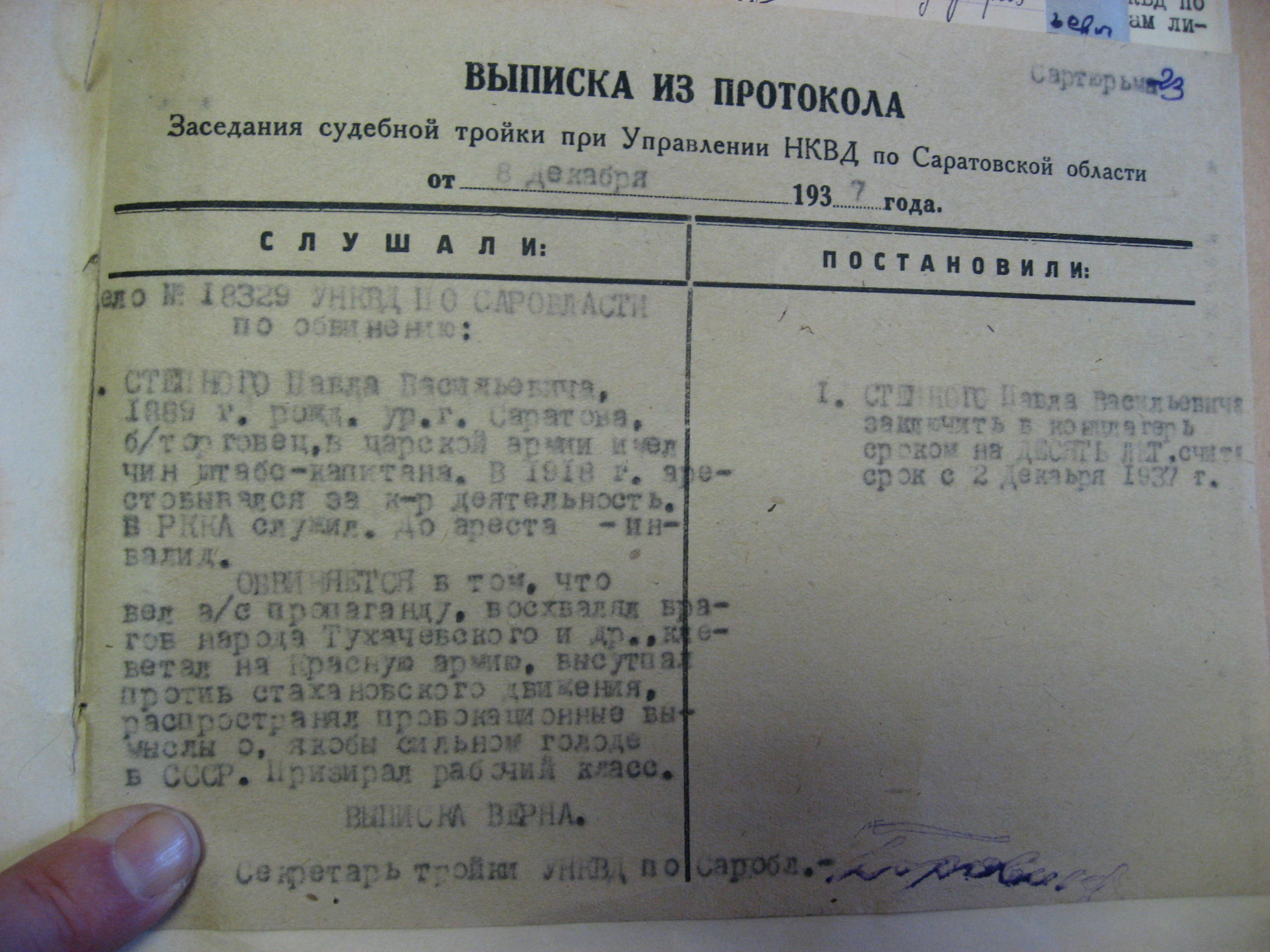
Выписка из протокола сталинских времён о том, что осужденный «восхвалял врагов народа, клеветал на Красную армию, выступал против стахановского движения, призирал рабочий класс»

Представитель ООН осудил «произвольные аресты» протестующих и призвал к их немедленному освобождению. Международная правозащитная организация Human Rights Watch заявила, что проанализированные ею видеозаписи репрессий показывают «жестокие аресты мирных активистов сотрудниками полиции», а «действия властей, направленные на то, чтобы люди не участвовали в мирных публичных акциях протеста и свободно выражали своё мнение, нарушают основные права». Amnesty International заявила, что российское правительство «одержимо подавляет критику государства, поскольку оно принуждает местные СМИ поддерживать свою политику» и «обычно применяет силу для разгона общенациональных антивоенных протестов».